# ファティマ・ガルベス
ファティマ・ガルベス・マリン（Fátima Gálvez Marín、1987年1月19日 - ）は、スペイン・アンダルシア州コルドバ県バエナ出身の射撃選手（トラップ射撃）。

## 経歴
2012年にイギリスのロンドンで開催されたロンドンオリンピックでは女子トラップで5位となった。
2015年にはイタリアのロナート・デル・ガルダで開催されたISSF世界射撃選手権で優勝した。2016年にブラジルのリオデジャネイロで開催されたリオデジャネイロオリンピックでは女子トラップで3位決定戦に敗れた。
2021年に日本で開催された東京オリンピックではアルベルト・フェルナンデスをペアを組み、混合トラップ団体で金メダルを獲得した。女子トラップでは予選で14位となって決勝に進めなかった。